# 佐藤美希
佐藤美希（日语：さとう みき，1993年6月26日—）是日本栃木縣宇都宮市出生的藝能人、女演員及時尚模特兒，所屬經紀公司為堀製作。她在第38屆Horipro星探隊中奪得大獎。佐藤是第二代日本職業足球聯賽的女性領隊。她是雜誌《non-no》的專屬模特兒。佐藤的暱稱為「Satomiki」（日语：サトミキ）。

## 演出作品

### 電視節目
| 年份 | 名稱                                                         | 電視台     | 參考   |
| ---- | ------------------------------------------------------------ | ---------- | ------ |
| 2013 | アッコにおまかせ!                                            | TBS電視台  |        |
| 2014 | MEZAMASHI TV                                                 | 富士電視台 | [ 6 ]  |
| 2014 | ネリさまぁ〜ず                                               | 日本電視台 | [ 7 ]  |
| 2014 | U字工事の産地直送!ふれあいマーケット                         | 栃視       | [ 8 ]  |
| 2014 | VS嵐                                                         | 富士電視台 |        |
| 2015 | ネリさまぁ〜ずSECOND SEASON                                  | 日本電視台 |        |
| 2015 | 二代目JM                                                     | 富士電視台 |        |
| 2015 | Jフットニスタ                                                | 朝日放送   |        |
| 2015 | Jのサムライ                                                  | 朝日電視台 |        |
| 2016 | 亞洲足球最強俱樂部決定戰 2016年亞足聯冠軍聯賽精華            | 日本電視台 |        |
| 2016 | JLEAGUE Walker〜スタジアムで過ごす休日は最高の思い出になる。 | TBS電視台  | [ 9 ]  |
| 2016 | Jのスゴワザ                                                  | 朝日電視台 | [ 10 ] |
| 2017 | J.LEAGUE Walker 〜最高の休日をスタジアムで〜                 | TBS電視台  | [ 11 ] |
| 2017 | キャッチーくんのナイスキャッチ!                              | 都會電視台 |        |
| 2018 | 2018年國際足協世界盃大賽                                     | NHK        | [ 12 ] |
| 2018 | FOOT×BRAIN                                                   | 東京電視台 | [ 13 ] |

### 廣告
| 年份 | 名稱                                                       | 參考   |
| ---- | ---------------------------------------------------------- | ------ |
| 2014 | 永谷園「彩りごはん」                                       | [ 14 ] |
| 2015 | 膳魔師「攜帶水壺」篇                                       |        |
| 2017 | スポーツくじ 「toto」篇、「BIG」篇                         |        |
| 2017 | ドクターシーラボ ビタミンC化粧水 VC100エッセンスローション |        |
| 2018 | アコム 「挑む男 スローイン篇」                             |        |

### 互聯網
| 年份 | 名稱                                          | 網址                               | 參考   |
| ---- | --------------------------------------------- | ---------------------------------- | ------ |
| 2015 | Jリーグ女子マネ 佐藤美希の「大好き! Jリーグ」 | 日本職業足球聯賽官方網站           | [ 15 ] |
|      | 今年のYJはキミのモノ ゲンセキ10!!             | 週刊YOUNG JUMP官方網站             | [ 4 ]  |
| 2016 | F.Chan TV 第13回                              | 日本足球頻道（页面存档备份，存于） |        |
|      | AbemaTV Jリーグスタジアムグルメツアー         | AbemaTV AbemaGOLD                  |        |

### 電視劇
| 年份 | 劇名                                  | 角色   | 電視台     | 參考   |
| ---- | ------------------------------------- | ------ | ---------- | ------ |
| 2016 | ドクターX〜外科医・大門未知子〜 第4期 | 十條櫻 | 朝日電視台 | [ 16 ] |

### 電影
| 年份 | 片名                                              | 角色             | 參考   |
| ---- | ------------------------------------------------- | ---------------- | ------ |
| 2015 | 手裏劍戰隊忍忍者 THE MOVIE 恐龍殿下的驚天忍法帖！ | 忍者             | [ 17 ] |
| 2018 | キスできる餃子                                    | 佐藤美希（本人） | [ 18 ] |

### 舞台
| 年份 | 名稱                                          | 角色     | 參考   |
| ---- | --------------------------------------------- | -------- | ------ |
| 2016 | 小さな結婚式〜いつか、いい風は吹く〜          | 夏野愛   | [ 19 ] |
| 2017 | 25年目の家族                                  | ミチル   |        |
| 2018 | 暁の帝〜壬申の乱編〜                          | 鸕野讚良 |        |
| 2018 | 音楽朗読劇 ヘブンズ・レコード〜青空篇〜 第2話 |          |        |

### 電視動畫
| 年份 | 名稱                            | 角色       | 電視台         | 參考 |
| ---- | ------------------------------- | ---------- | -------------- | ---- |
| 2017 | キャッチーくんのナイスキャッチ! | ココちゃん | 東京都會電視台 |      |

### 其他
| 年份 | 名稱                      | 參考                                      |
| ---- | ------------------------- | ----------------------------------------- |
| 2013 | 電台親善大使              | [ 20 ] [ 21 ] [ 22 ]                      |
| 2015 | 日本職業足球聯賽女性領隊  | [ 23 ] [ 24 ] [ 25 ] [ 26 ] [ 27 ] [ 28 ] |
| 2015 | 第53屆宣傳會議賞 印象女郎 | [ 29 ]                                    |
| 2018 | 日本職業足球聯賽名譽領隊  | [ 30 ]                                    |

## 書籍

### 寫真集
| 年份 | 名稱              | 參考   |
| ---- | ----------------- | ------ |
| 2018 | 佐藤美希1st寫真集 | [ 31 ] |

### 雜誌連載
| 年份 | 名稱                                    | 參考                                     |
| ---- | --------------------------------------- | ---------------------------------------- |
| 2014 | non-no                                  | [ 3 ] [ 32 ] [ 33 ] [ 34 ] [ 35 ] [ 36 ] |
| 2016 | Soccer Magazine ZONE 「サトミキ Diary」 |                                          |

### 雜誌掲載
| 年份 | 名稱             | 參考          |
| ---- | ---------------- | ------------- |
| 2015 | 週刊YOUNG JUMP   | [ 37 ] [ 38 ] |
| 2015 | SOCCER GAME KING | [ 39 ]        |
| 2016 | BOMB             |               |
| 2016 | 週刊Playboy      |               |

### 網站連載
| 年份 | 名稱                                  | 網址        |
| ---- | ------------------------------------- | ----------- |
| 2016 | 焼肉より、Jリーグが好きになりました。 | J.League.jp |

### 文獻
1. ↑  佐藤, 美希. . 佐藤美希官方部落格. Ameba部落格. 2015年3月8日  [2019年6月19日]. （原始内容存档于2016年3月5日） （日语）.
2. ↑  . Horipro.   [2019年6月19日]. （原始内容存档于2019年5月13日） （日语）.
3. 1 2  . Model Press. Net Native. 2014年2月21日  [2019年6月19日]. （原始内容存档于2019年6月19日） （日语）.
4. 1 2  . Weekly Young Jump. 集映社.   [2019年6月19日]. （原始内容存档于2015年3月23日） （日语）.
5. ↑  . Audition & Debut. Double Happiness International: 2.   [2019年6月19日]. （原始内容存档于2019年6月19日） （日语）.
6. ↑  . zakzak. 產經新聞. 2014年3月16日  [2019年6月19日]. （原始内容存档于2018年6月20日） （日语）.
7. ↑  . 搞笑娜塔莉. Natasha. 2015年1月12日  [2019年6月19日]. （原始内容存档于2019年6月20日） （日语）.
8. ↑   (PDF) (新闻稿). 栃木電視台. 2014年9月26日  [2019年6月19日]. （原始内容存档 (PDF)于2017年9月3日） （日语）.
9. ↑  . News. J.League.jp. 2016年4月6日  [2019年6月19日]. （原始内容存档于2019年6月20日） （日语）.
10. ↑  . News. J.League.jp. 2016-06-30  [2019年6月19日]. （原始内容存档于2019-06-20） （日语）.
11. ↑  . News. J.League.jp. 2017年4月19日  [2019年6月19日]. （原始内容存档于2019年6月20日） （日语）.
12. ↑  佐藤美希. . 佐藤美希官方部落格. Ameba部落格. 2018年6月10日  [2019年6月19日] （日语）.[]
13. ↑  . ORICON NEWS (oricon ME). 2018年8月2日  [2019年6月19日]. （原始内容存档于2019年6月20日） （日语）.
14. ↑  . Sponichi Annex. 體育日本. 2014年3月27日  [2019年6月19日]. （原始内容存档于2019年6月21日） （日语）.
15. ↑  . J.League.jp. 2015年3月22日  [2019年6月19日]. （原始内容存档于2015年3月23日） （日语）.
16. ↑  佐藤, 美希. . 佐藤美希官方部落格. Ameba部落格. 2016年9月3日  [2019年6月19日]. （原始内容存档于2016年10月13日） （日语）.
17. ↑  . News. 劇場版 假面騎士Drive Surprise Future／手裏劍戰隊忍忍者 THE MOVIE 恐龍殿下的驚天忍法帖！. 2015年7月6日  [2019年6月19日]. （原始内容存档于2015年8月26日） （日语）.
18. ↑  . 電影娜塔莉. Natasha. 2018年6月18日  [2019年6月19日]. （原始内容存档于2019年6月21日） （日语）.
19. ↑  佐藤, 美希. . 佐藤美希官方部落格. Ameba部落格. 2016年3月4日  [2019年6月19日]. （原始内容存档于2016年4月22日） （日语）.
20. ↑  . 電通報. 電通. 2013年11月5日  [2019年6月19日]. （原始内容存档于2019年6月21日） （日语）.
21. ↑  . 東京體育網. 2014年2月27日  [2019年6月19日]. （原始内容存档于2017年7月2日） （日语）.
22. ↑  佐藤, 美希. . 佐藤美希官方部落格. Ameba部落格. 2014年12月1日  [2019年6月19日]. （原始内容存档于2016年3月4日） （日语）.
23. ↑  . 日本職業足球聯賽. 2015年2月19日  [2019年6月19日]. （原始内容存档于2019年6月21日） （日语）.
24. ↑  . Oricon Style. Oricon. 2015年2月19日  [2019年6月19日]. （原始内容存档于2019年6月21日） （日语）.
25. ↑  . Soccer King. From One. 2015年11月9日  [2019年6月19日]. （原始内容存档于2019年6月21日） （日语）.
26. ↑  . J.League.jp. 日本職業足球聯賽. 2016年1月29日  [2019年6月19日]. （原始内容存档于2019年6月21日） （日语）.
27. ↑  . Sanspo.com. 產經新聞數位版. 2016年10月3日  [2019年6月19日]. （原始内容存档于2019年6月21日） （日语）.
28. ↑  . J.League.jp. 日本職業足球聯賽. 2017年1月27日  [2019年6月19日]. （原始内容存档于2019年6月21日） （日语）.
29. ↑   (新闻稿). Sendenkaigi. 2015年9月1日  [2019年6月19日]. （原始内容存档于2016年8月30日） （日语）.
30. ↑  . プレスリリース. 日本職業足球聯賽. 2018年1月30日  [2019年6月19日]. （原始内容存档于2019年6月21日） （日语）.
31. ↑  . Smart FLASH. 光文社. 2018年7月16日  [2019年6月19日]. （原始内容存档于2018年8月16日） （日语）.
32. ↑  . 產經體育. 產經新聞社. 2013年11月5日  [2019年6月19日]. （原始内容存档于2015年7月22日） （日语）. |url-status=和|dead-url=只需其一 (帮助)
33. ↑  . Model Press. Net Native. 2013年11月4日  [2019年6月19日]. （原始内容存档于2018年6月19日） （日语）.
34. ↑  . 日刊體育. 2013年11月5日  [2019年6月19日]. （原始内容存档于2018年6月19日） （日语）.
35. ↑  佐藤, 美希. . 佐藤美希官方部落格. Ameba部落格. 2014年1月20日  [2019年6月19日]. （原始内容存档于2016年3月7日） （日语）.
36. ↑  佐藤, 美希. . 佐藤美希官方部落格. Ameba部落格. 2016年3月19日  [2019年6月19日]. （原始内容存档于2016年4月8日） （日语）.
37. ↑  久保田, 太陽. . AOL News. AOL Online Japan. 2015年2月19日  [2019年6月19日]. （原始内容存档于2019年6月13日） （日语）.
38. ↑  . 週刊YOUNG JUMP. 集英社.   [2019年6月19日]. （原始内容存档于2017年2月28日） （日语）. |url-status=和|dead-url=只需其一 (帮助)
39. ↑  . Soccer King. 2015年3月20日  [2019年6月19日]. （原始内容存档于2016年11月4日） （日语）.

## 外部連結
- Horipro官方網站 -佐藤美希- （日語）
- non-no模特兒個人資料 佐藤美希｜nonno(ノンノ)（页面存档备份，存于） （日語）
- 佐藤美希的My Page｜nonno(ノンノ)（页面存档备份，存于） （日語）
- 焼肉より、Jリーグが好きになりました。：Jリーグ.jp（页面存档备份，存于） （日語）